# Donji Macelj
Donji Macelj es una localidad de Croacia en el municipio de Đurmanec, condado de Krapina-Zagorje.

## Geografía
Se encuentra a una altitud de 223 m s. n. m. a 68,2 km de la capital nacional, Zagreb.

## Demografía
En el censo 2011, el total de población de la localidad fue de 565 habitantes.